# Can Sacrest
|  | Per a altres significats, vegeu «Fàbrica de Can Sacrest». |

Can Sacrest és un habitatge a la ciutat d'Olot (Garrotxa) catalogat a l'Inventari del Patrimoni Arquitectònic de Catalunya.
Les cases dels descendents de la família Sacrest es construïren pels volts de 1885-95 seguint la mateixa tipologia. Totes tenen un cos de planta rectangular destinat a menjadors i dormitoris, i un cos que incideix a la façana, destinat a sala d'estar o despatx, i el pis superior a terrassa, donant a les cases una planta en forma de "L". Aquesta casa va ser remodelada els anys 60; es canviaren les balconades amb balustrades per amples finestres, desfigurant tot el conjunt de la façana. Està pintada de color blanc, però fou, en el seu dia, igual que les seves veïnes: groga. Al primer pis conserva les balconades i els motius geomètrics de les golfes. Amb les reformes dels anys 60 es va suprimir la reixa de ferro situada damunt la porta que portava dibuixat l'escut del Carme i la data "1892".
Entre els anys 1860 i 1880, es realitzà la urbanització del carrer Mulleres i la sortida de l'Horta del Carme (avui carrer P. A. Soler). A Olot treballen els següents mestres d'obres: Salvat, Pujol, Cordomí, etc., a més d'algun arquitecte gironí com Sureda. A més, el creixement urbà es fa per la zona de Sant Roc, el Firal i la Plaça Palau. Això no obstant, els projectes de més envergadura d'aquesta època són indubtablement els de la plaça de Clarà i el passeig de Barcelona.